# Робін Белл
Рібін Белл  (англ. Robin Bell, 16 листопада 1977) — австралійський веслувальник, олімпійський медаліст.

## Виступи на Олімпіадах
| Олімпіада   | Дисципліна             | Місце |
| ----------- | ---------------------- | ----- |
| Сідней 2000 | каное-одиночка, слалом | 9     |
| Афіни 2004  | каное-одиночка, слалом | 4     |
| Пекін 2008  | каное-одиночка, слалом | 3     |